# Département de General Donovan
Le département de General Donovan est une des 25 subdivisions de la province du Chaco, en Argentine. Son chef-lieu est la ville de Makallé.
Le département a une superficie de 1 487 km2. Sa population s'élevait à 13 385 habitants au recensement de 2001.

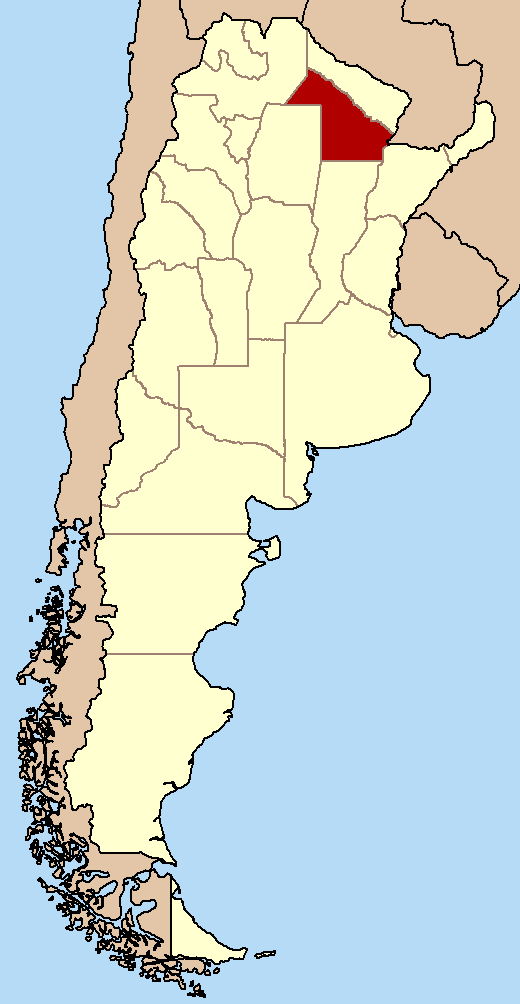
Localisation de la province du Chaco en Argentine.

## Villes et localités
- La Escondida
- Lapachito
- La Verde
- Makallé, chef-lieu